# NGC 2134
NGC 2134 је расејано звездано јато у сазвежђу Трпеза које се налази на NGC листи објеката дубоког неба.
Деклинација објекта је - 71° 5' 50" а ректасцензија 5h 51m 56,7s. Привидна величина (магнитуда) објекта NGC 2134 износи 11,1. NGC 2134 је још познат и под ознакама ESO 57-SC47.